# Iris (tra le tue poesie)
Iris (tra le tue poesie) è un singolo del cantautore italiano Biagio Antonacci, il primo estratto dal sesto album in studio Mi fai stare bene e pubblicato nel 1998.

## Descrizione
Il brano è uno dei maggiori successi di Biagio Antonacci, nonché uno dei suoi brani più rappresentativi, al punto di aver dato il nome all'etichetta discografica fondata dallo stesso Antonacci, la Iris S.r.l.
Il brano è stato successivamente inserito anche nella raccolte Il cielo ha una porta sola del 2008 e Biagio del 2015. Il singolo è stato distribuito anche nei paesi di lingua spagnola.

## Tracce
Testi e musiche di Biagio Antonacci.
CD promozionale (Europa)
1. Iris (tra le tue poesie) – 4:00
2. Non vendermi

CD singolo (Italia)
1. Iris (tra le tue poesie) – 4:00
2. Se è vero che ci sei (con Viktor Lazlo)

CD singolo (Belgio)
1. Iris (tra le tue poesie) – 4:00
2. Adesso dormi – 4:37

CD maxi-singolo (Italia)
1. Iris (tra le tue poesie) – 4:00
2. Iris (tra le tue poesie) (Radio Remix) – 4:04
3. Iris (tra le tue poesie) (Calla-Man Remix) – 4:36
4. Iris (tra le tue poesie) (Extended Version) – 4:58
5. Iris (tra le tue poesie) (Remix) – 4:37

CD maxi-singolo (Italia) – Iris Remix, 12" (Italia)
1. Iris (tra le tue poesie) (Calla-Man Remix) – 4:36
2. Iris (tra le tue poesie) (Classic FM Remix) – 4:04
3. Iris (tra le tue poesie) (Single Remix) – 4:58 – assente nell'edizione 12"
4. Iris (tra le tue poesie) (Remix) – 4:37

## Formazione
- Biagio Antonacci – voce, arrangiamento, produzione
- Stefano De Maio – arrangiamento, coproduzione artistica, registrazione, missaggio
- Filippo Raspanti – produzione esecutiva
- Paul Lipson – mastering